# Laurent Jalabert
Pour les articles homonymes, voir Jalabert.

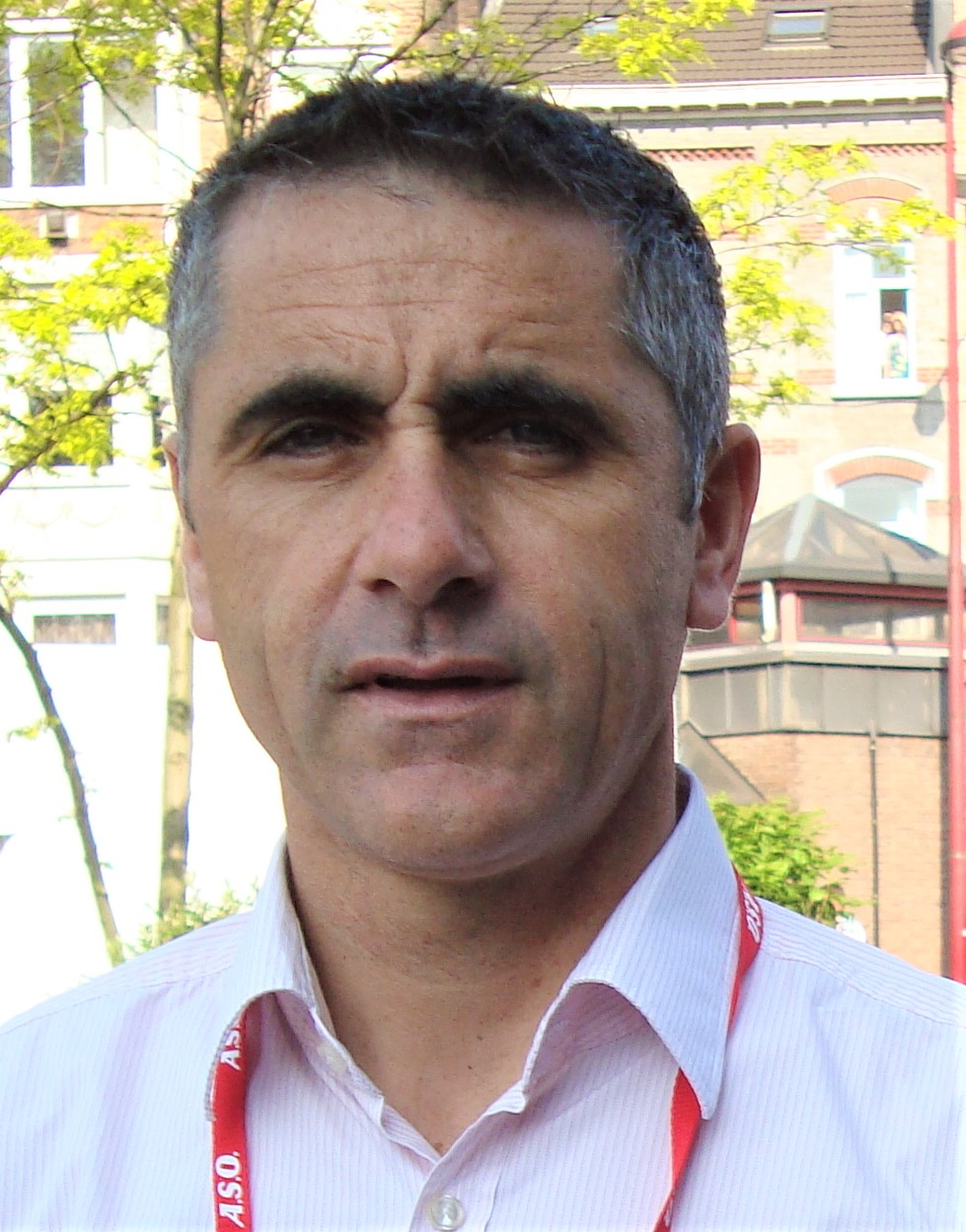
Laurent Jalabert, consultant sportif.

Laurent Jalabert, né le 30 novembre 1968 à Mazamet (Tarn), est un coureur cycliste français, professionnel de 1989 à 2002.
Il est notamment numéro un mondial de sa discipline de 1995 à 1997 puis en 1999, et champion du monde du contre-la-montre en 1997. Il remporte 138 victoires dans sa carrière. Coureur très complet, il commence sa carrière comme sprinteur, puis remporte plusieurs classiques, dont Milan-San Remo en 1995 et le Tour de Lombardie en 1997, ainsi que des courses d'une semaine, comme Paris-Nice, trois fois, le Tour du Pays basque, le Tour de Catalogne et le Tour de Romandie. Sur le terrain des grands tours, il a remporté le Tour d'Espagne en 1995, le classement par points des trois grands tours et le classement de la montagne de deux d'entre eux. Il a terminé quatrième du Tour de France en 1995 et du Tour d'Italie en 1999, ce qui lui permet d'avoir réalisé au moins un top 5 sur chacun des grands tours.
Contrairement à de nombreux coureurs de sa génération, il n'a jamais admis s'être dopé malgré les preuves accumulées depuis la fin de sa carrière.
Après sa carrière de coureur, il devient commentateur sportif, sélectionneur de l'équipe de France sur route de 2009 à 2013, et se reconvertit dans le triathlon.
Son frère, Nicolas, fut aussi coureur cycliste professionnel.

## Carrière sportive

### Débuts: 1980-1989
Laurent Jalabert débute le cyclisme au sein de l'Union Vélocipédique Mazamétaine (UVM) en 1980. Il y est entraîné par Claude Puech, ancien coureur régional et entraîneur de l'UVM. Il y porte un maillot vert et blanc aux couleurs de l'entreprise locale la Maison Idéale,.

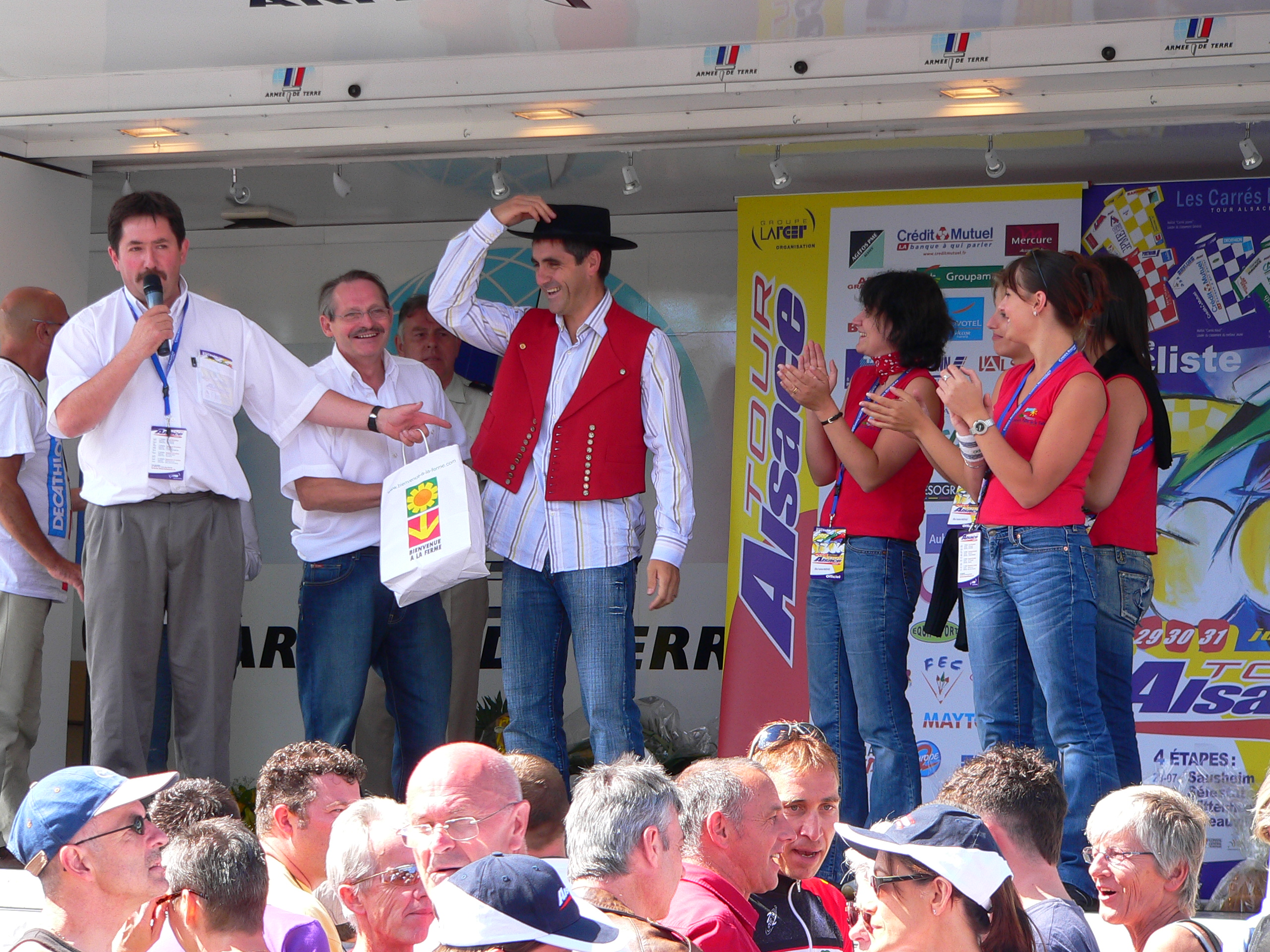
Laurent Jalabert à l'arrivée du Tour d'Alsace au ballon d'Alsace en 2005.

### Le sprinteur: 1989-1994

#### 1989-1990
Vainqueur du championnat de France militaire en 1988, et après avoir séjourné en amateurs à l'US Montauban Cyclisme 82, Laurent Jalabert passe professionnel en 1989 dans l'équipe Toshiba. Il s'illustre tout d'abord par des performances au sprint. Dès sa première saison, à seulement 20 ans, il remporte ainsi le Tour d'Armorique et une étape du Tour du Limousin, et termine troisième du Trophée Luis Puig. L'année suivante, il remporte Paris-Bourges et une étape du Circuit cycliste de la Sarthe.
La même année, Jalabert réussit ses premières performances au niveau international. Il termine deuxième de la Classique de Saint-Sébastien derrière Miguel Indurain, troisième du Tour de la Communauté européenne, dont il remporte le classement par points, et sixième du championnat du monde sur route. Il participe également au Tour d'Espagne, où il ne remporte pas d'étape, mais termine deuxième du classement par points, prouvant sa grande régularité au sprint.

#### 1991
En 1991, Jalabert ne remporte qu'une victoire, sur une étape des Quatre Jours de Dunkerque, qu'il termine deuxième, mais s'illustre sur de nombreuses courses de la Coupe du monde. Deuxième du Championnat de Zurich derrière Johan Museeuw, quatrième de la Classique de Saint-Sébastien, septième de l'Amstel Gold Race, huitième du Tour de Lombardie il prouve ses qualités sur des reliefs difficiles. Mais septième de Paris-Tours et neuvième du Tour des Flandres, il prouve qu'il est capable de s'illustrer aussi sur les parcours pavés ou réservés aux sprinteurs. Sa polyvalence et sa régularité lui valent la deuxième place au classement final de la Coupe du monde, dont il n'a remporté aucune épreuve, et la 16e place au classement FICP.
La même année, il prend part pour la première fois au Tour de France. Toujours sans remporter une seule étape, il termine deuxième du classement par points, devancé seulement par Djamolidine Abdoujaparov. Lors de la neuvième étape arrivant à Rennes, il figure parmi le groupe d'échappés qui se disputera la victoire. Il est le meilleur sprinteur du groupe et bénéficie de la présence de son équipier Henri Abadie. Il ne parvient cependant pas à contrer efficacement l'attaque du Brésilien Mauro Ribeiro sous la flamme rouge. Au prix d'un long sprint, il échoue derrière la roue du Brésilien vainqueur et prend la deuxième place.

#### 1992
Après son transfert chez ONCE, 1992 est enfin une année de victoires pour Jalabert. Il remporte une étape de la Bicyclette basque et trois étapes du Tour de Catalogne avant de prendre le départ du Tour de France, dont il gagne la 6e étape à Bruxelles et le maillot vert du classement par points devant Johan Museeuw. En août, il remporte encore trois étapes du Tour de Burgos.
Jalabert s'illustre aussi sur les courses d'un jour. Il termine huitième de Milan-San Remo, une des rares grandes classiques où il ne s'était pas encore illustré, puis, en fin de saison, deuxième de la Wincanton Classic derrière l'Italien Massimo Ghirotto, et surtout du Championnat du monde derrière le tenant du titre Gianni Bugno. Il termine l'année 5e de la Coupe du monde et 8e du classement FICP, mais sa victoire d'étape sur le Tour reste sa seule grande victoire.

#### 1993

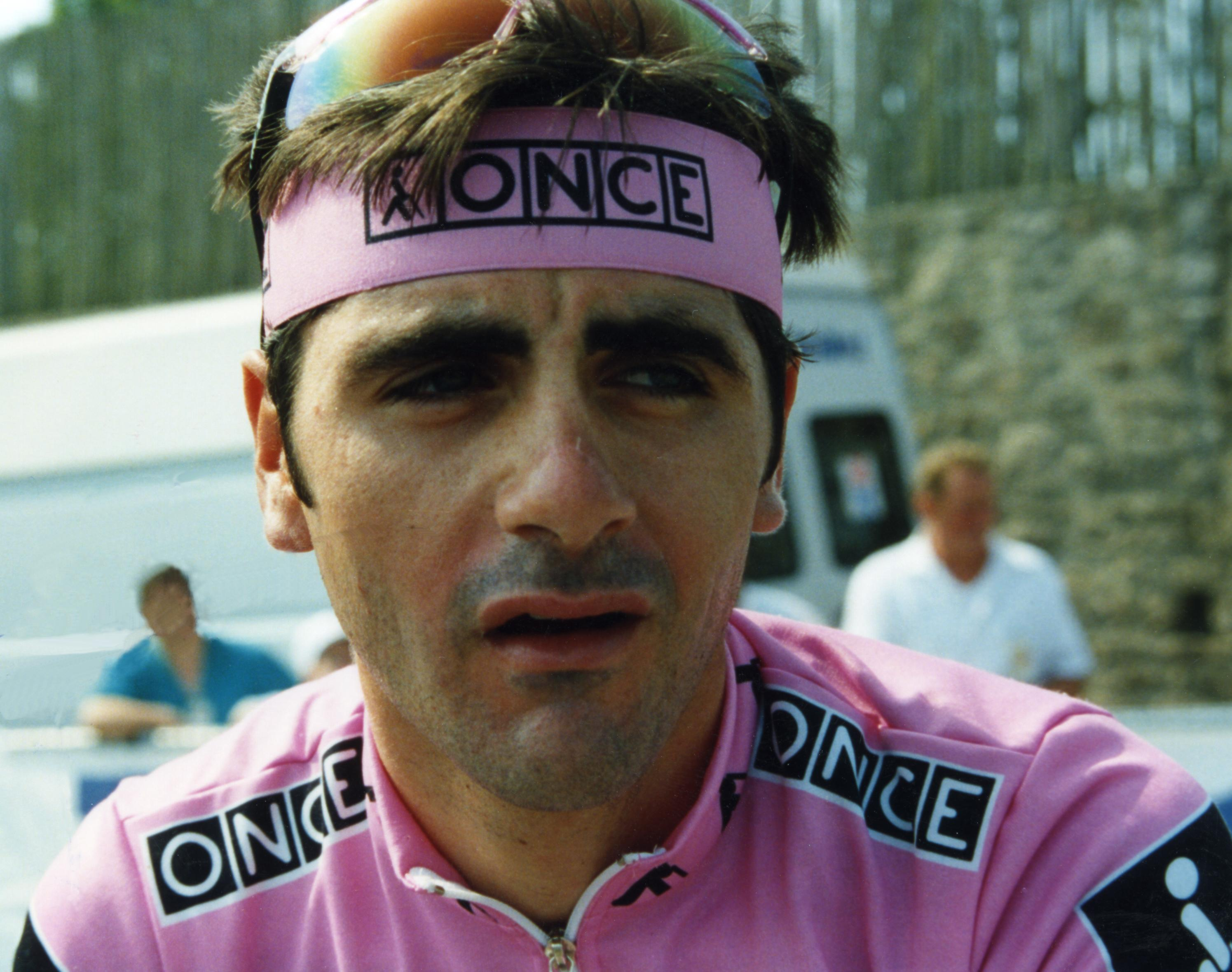
Laurent Jalabert au Tour de France 1993.

Jalabert le sprinteur est au sommet de son art. Il cumule 18 victoires en 1993, dont 16 obtenues en Espagne. Il remporte notamment le Challenge de Majorque, le Trophée Luis Puig, le Tour de La Rioja, deux étapes de Paris-Nice et deux étapes du Tour de Catalogne. Il remporte également deux étapes du Tour d'Espagne pour sa deuxième participation. Sur les classiques, sa saison est moins brillante que les deux précédentes, marquée surtout par une quatrième place sur Milan-San Remo.

#### 1994
En 1994, il remporte notamment une étape du Tour du Pays basque, qu'il termine septième, et une étape du Tour de Catalogne. Il remporte surtout 7 étapes sur le Tour d'Espagne, dont la 1re et la 20e et dernière. Il remporte le classement par points devant le vainqueur de la course, Tony Rominger, qui gagne 6 étapes. À eux deux, Jalabert et Rominger remportent 13 étapes sur les 21 que compte ce Tour d'Espagne. Trois mois plus tard, Jalabert chute gravement au cours de la première étape du Tour de France à Armentières. Il tombe après le Belge Wilfried Nelissen qui percute un policier qui s'est avancé sur la chaussée pour prendre une photo. Il est grièvement blessé, reste plusieurs semaines hospitalisé, et ne reprend la compétition qu'en octobre, lors de la classique Paris-Tours dont il prend la huitième place.

### Le coureur complet: 1995-1999

#### 1995: premières classiques et victoire sur la Vuelta
L'année suivante marque un tournant dans la carrière de Laurent Jalabert. Sprinteur occasionnel désormais, il remporte cette année-là ses premières classiques, Milan-San Remo et la Flèche wallonne mais surprend aussi sur les courses par étapes, remportant notamment Paris-Nice et le Tour d'Espagne. Cette polyvalence fait de Laurent Jalabert le meilleur coureur cycliste au monde cette année-là.
Dès février, Jalabert termine deuxième du Tour de la Communauté valencienne, derrière son coéquipier Alex Zülle. Lors de Paris-Nice, il est dominé dans les sprints par Wilfried Nelissen, mais une échappée lui permet de remporter la 2e étape et de prendre la tête du classement général. Son équipe, menée par Alex Zülle, contrôle la suite de la course. Jalabert termine deuxième de la 7e étape, puis prend à nouveau la deuxième place du contre-la-montre final derrière Vladislav Bobrik. Il remporte la course avec 1 min 40 s d'avance sur Bobrik. Il s'agit de la première victoire de Jalabert sur une grande course par étapes. Au cours de la course, il commente ce nouveau statut de leader pour les courses par étapes : « je fais plus d'efforts que d'habitude sur cette course. Je cours désormais comme un leader, plutôt que comme un sprinteur qui cherche à en garder sous la pédale pour le final. »

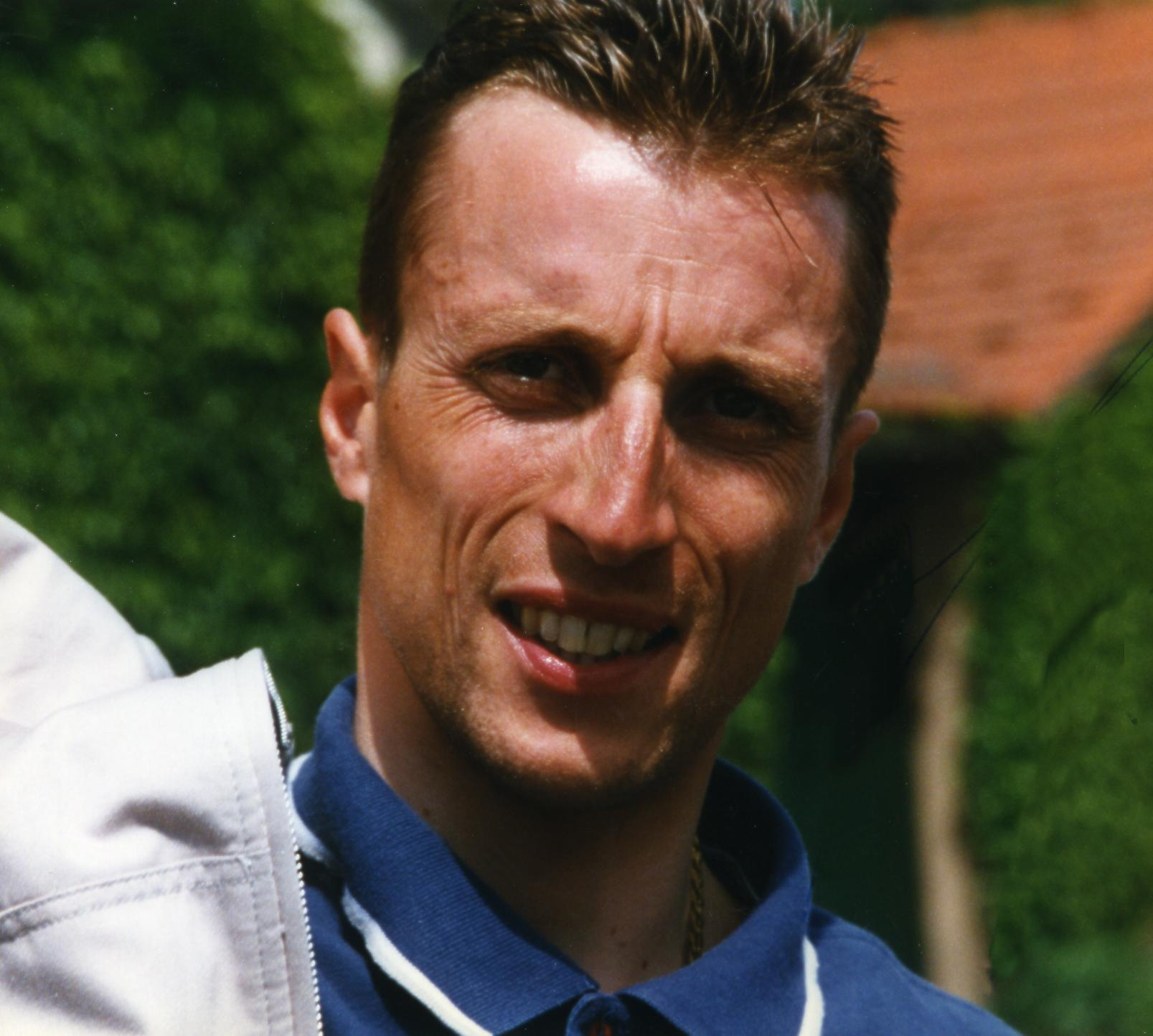
Maurizio Fondriest est battu par Jalabert à Milan San Remo et à la Flèche wallonne en 1995.

Le 18 mars, Jalabert remporte sa première grande classique, Milan-San Remo, devant Maurizio Fondriest. Une semaine plus tard, il participe au Critérium international dans sa région natale : il remporte la première étape au sprint, puis la seconde au sommet du Pic de Nore face à Bobrik. Il termine enfin troisième du contre-la-montre final, et remporte la course avec 32 secondes d'avance sur Bobrik. Cette victoire fait de Jalabert le premier coureur à remporter trois grandes courses de début de saison consécutivement.
En avril, Jalabert est absent des classiques flandriennes, au cours desquelles Johan Museeuw lui reprend la première place de la Coupe du monde. Pendant ce temps, il court en Espagne et se classe deuxième du Tour du Pays basque derrière Zülle et remporte le jour de Paris-Roubaix le Grand Prix d'Amorebieta. Trois jours plus tard, Il gagne la Flèche wallonne : à trente kilomètres de l'arrivée, il s'échappe avec Evgueni Berzin et Maurizio Fondriest. Il distance Berzin dans l'ascension du mur de Huy et devance Fondriest au sprint, comme à San Remo, un mois plus tôt. Il remporte ainsi sa deuxième grande course d'un jour. Cette victoire fait de Jalabert le favori de Liège-Bastogne-Liège, quatre jours plus tard. Après une attaque infructueuse dans la côte de Stockeu à 85 km de l'arrivée, il termine à la quatrième place. Il ne participe pas à l'Amstel Gold Race.
Jalabert retrouve le terrain des courses par étapes au mois de mai. Après avoir terminé sixième du Grand Prix du Midi libre, remporté par Miguel Indurain, il termine sa préparation pour le Tour de France au Tour de Catalogne. Il prend la troisième place du prologue, remporte la première étape et s'empare de la tête du classement général, qu'il ne quitte plus jusqu'à l'arrivée, remportant également la dernière étape. Il gagne ce Tour de Catalogne avec 46 secondes d'avance sur son coéquipier Melchor Mauri. Ses performances du début de saison et cette victoire en font un des favoris du Tour, où il partage avec Zülle le leadership de l'équipe ONCE.
28e du prologue du Tour, Jalabert profite des bonifications lors des sprints intermédiaires et des arrivées d'étapes pour prendre le maillot jaune dès la deuxième étape, à Vitré, un an jour pour jour après sa chute à Armentières. Il le conserve à l'issue du contre-la-montre par équipes, qu'ONCE termine deuxième, mais le perd le lendemain au Havre à la suite d'une chute dans le final, qui lui fait perdre cinquante secondes. L'accumulation des places d'honneur et bonifications (2e à Lannion et Charleroi) permet à Jalabert de prendre le maillot vert, mais pas le maillot jaune. Il prend la sixième place de la 8e étape contre-la-montre, et recule alors à la sixième place du classement, à 2 min 47 s de Miguel Indurain. Dans les Alpes, Jalabert termine treizième à La Plagne, à sept minutes de Zülle et cinq d'Indurain, puis septième à L'Alpe d'Huez, à plus d'une minute d'Indurain, après avoir attaqué dès l'ascension du col de la Croix-de-Fer, à 75 km de l'arrivée. Il perd ainsi dans les Alpes près de sept minutes supplémentaires sur Indurain mais maintient sa sixième place. Le 14 juillet, lors de la 12e étape, il s'échappe à 200 km de l'arrivée avec cinq autres coureurs, dont son coéquipier Melchor Mauri, 8e du classement. Avec l'aide de Mauri, Jalabert préserve une avance de plus de cinq minutes sur ses adversaires, remporte l'étape à Mende et prend la troisième place du classement général, derrière Indurain et Zülle. Dépassé par Bjarne Riis dans les Pyrénées, terminant septième à Guzet-Neige, dixième à Cauterets, puis septième du contre-la-montre final au lac de Vassivière, Jalabert prend la quatrième place finale du Tour de France, et remporte un deuxième maillot vert devant Djamolidine Abdoujaparov.

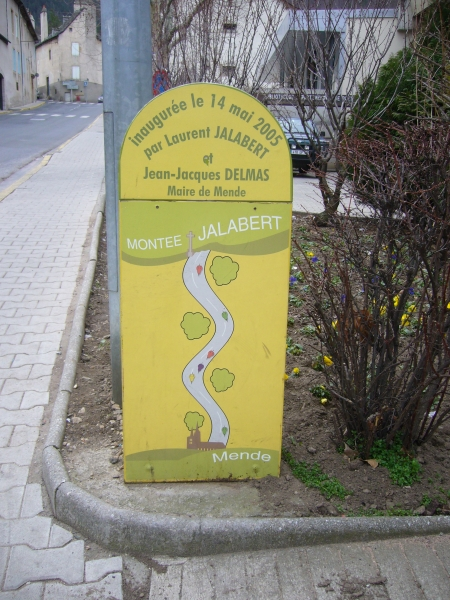
Borne au pied de la Montée L. Jalabert à Mende.

En août, Jalabert termine sixième de la septième manche de la Coupe du monde, la Leeds International Classic, puis quatrième de la huitième, la Classique de Saint-Sébastien, après que son échappée avec Lance Armstrong est reprise à 4 km de l'arrivée. Il occupe alors la deuxième place de la Coupe du monde derrière Johan Museeuw, mais perd toute chance de remporter le classement final lorsque Museeuw remporte la manche suivante, le Grand Prix de Zurich.
Après avoir remporté une étape du Tour de Galice, Jalabert participe au Tour d'Espagne, qui se dispute pour la première fois en septembre, et dont Zülle et lui sont parmi les principaux favoris. Il termine cinquième du prologue, puis attaque à deux kilomètres de l'arrivée de la 3e étape à Alto del Naranco, où il remporte l'étape et prend le maillot amarillo de leader. Se mêlant aux sprints massifs, il accumule les bonifications et remporte même la 5e étape, tandis qu'une intoxication alimentaire le débarrasse de la concurrence interne de Zülle. Deuxième du contre-la-montre de la 7e étape derrière Abraham Olano, il préserve son maillot amarillo pour 6 secondes face à l'Espagnol. Dans la 8e étape, il attaque à soixante kilomètres de l'arrivée à Avila. Il distance en montagne Richard Virenque et Marco Pantani et remporte l'étape avec plus de trois minutes d'avance sur le second. Jalabert dispose alors de plus de cinq minutes d'avance sur Olano et est en tête de tous les classements annexes. Il termine encore deuxième de la 12e étape, offrant la victoire à l'échappé Bert Dietz, puis remporte les 15e et 17e étapes à Barcelone et Luz-Ardiden. Cinquième du contre-la-montre final remporté par Olano, Jalabert remporte la Vuelta avec quatre minutes d'avance sur Olano, ainsi que les classements par points et du meilleur grimpeur.
Au sommet de son art, Jalabert remporte 30 victoires en 1995, termine la saison à la première place du classement UCI, et est élu « Vélo d'or mondial » par la presse internationale. Il termine non classé à la Coupe du monde, faute d'avoir terminé assez d'épreuves.

#### 1996: échecs sur le Tour et la Vuelta
La saison 1996 est marquée pour Jalabert par une succession de blessures et de maladies qui l'empêchent d'atteindre ses principaux objectifs, mais malgré lesquels il préserve sa première place mondiale. Sa saison débute mal : il chute à l'entraînement en décembre et doit être opéré d'une fracture du scaphoïde qui menace son début de saison. Il peut finalement reprendre la compétition dès le Challenge de Majorque et fait des classiques ardennaises son objectif pour le début de saison avant de se concentrer sur le Tour, où il est parfois présenté comme le principal rival d'Indurain.
En février, il remporte en solitaire la Classic Haribo. Sur le Tour de la Communauté valencienne, il remporte la première étape devant Lance Armstrong, termine sur le podium de trois autres, et remporte l'épreuve devant quatre de ses coéquipiers. Sur Paris-Nice, Jalabert remporte la troisième étape à Chalvignac puis la quatrième à Millau, distançant chaque fois Lance Armstrong dans les trois derniers kilomètres de la montée finale,. Il termine encore deuxième le lendemain, et malgré une chute dans une descente lors de la sixième étape, conserve la tête du classement général jusqu'au contre-la-montre final. Il y prend la troisième place derrière Chris Boardman et Lance Armstrong et remporte son deuxième Paris-Nice consécutif avec 43 secondes d'avance sur Armstrong et 47 sur Boardman, ainsi que le classement par points de l'épreuve. Une blessure au genou consécutive à sa chute le contraint néanmoins à renoncer à défendre ses titres à Milan-San Remo et au Critérium international,.
Il reprend la compétition au Grand Prix d'Estella, qu'il termine deuxième derrière Zülle, puis participe au Tour du Pays basque, où il s'impose au sprint dès la première étape. Il occupe encore la troisième place à la veille de l'arrivée, mais finit treizième, perdant près de deux minutes sur Francesco Casagrande au cours des deux dernières demi-étapes. Toujours handicapé par sa blessure au genou, il manque les classiques ardennaises et participe sans succès au Tour d'Aragon.
Après une interruption de cinq semaines, Jalabert reprend au Grand Prix du Midi libre. Il en remporte la deuxième étape à Mazamet, puis la cinquième au sommet du Mont Saint-Clair à Sète, et s'adjuge le classement général devant Laurent Brochard et Richard Virenque. Il continue sa préparation pour le Tour de France à la Classique des Alpes, sa première confrontation de l'année avec Indurain, qu'il remporte devant Luc Leblanc et Íñigo Cuesta, puis au Critérium du Dauphiné libéré. Il y termine dixième du prologue, puis prend la tête du classement général lorsqu'il termine deuxième derrière Richard Virenque au sommet du mont Ventoux. Quatrième de la 5e étape contre-la-montre remportée par Indurain, il préserve un avantage de trois secondes sur l'Espagnol, mais lui cède la première place à l'issue de l'étape suivante, et abandonne finalement la course au cours de la 7e et dernière étape, ce qui sème le doute sur sa forme à l'approche du Tour. Il se rassure cependant en remportant le 18 juin à Mazamet la Route du Sud devant Giuseppe Guerini.

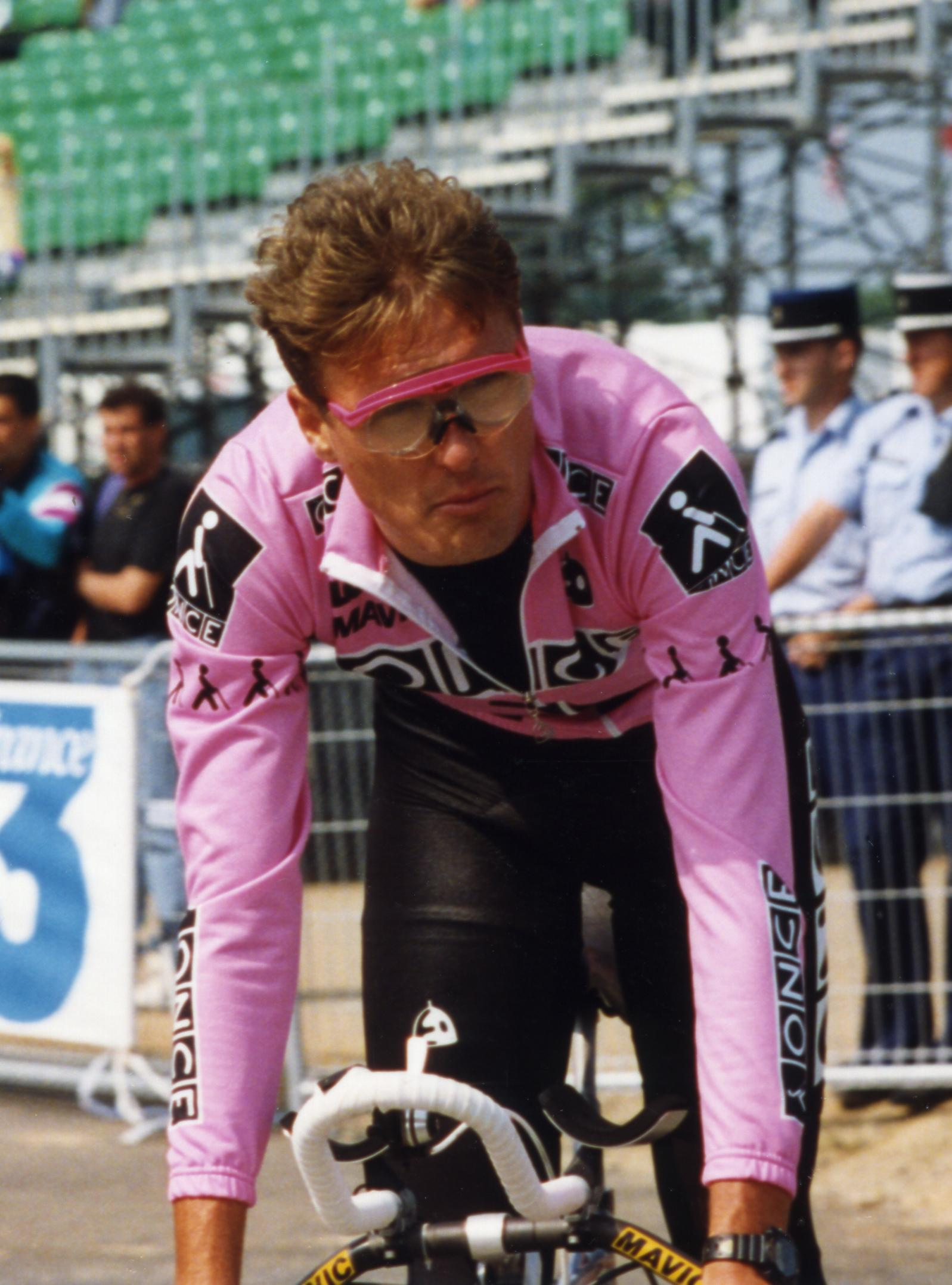
Alex Zülle remporte le Tour d'Espagne 1996 avec l'aide de Jalabert.

Jalabert, qui doit à nouveau partager le leadership de la ONCE avec Alex Zülle, se montre confiant à l'approche du Tour. Il termine huitième du prologue remporté par Zülle. Cependant, souffrant d'une gastroentérite dans les Alpes, il est lâché dès l'ascension du col de la Madeleine, et perd près de treize minutes à l'arrivée aux Arcs,. Il en perd six nouvelles dans le contre-la-montre du lendemain à Val d'Isère, puis neuf autres lors de la 9e étape menant à Sestrières. Alors qu'il est 33e du classement général, il abandonne au cours de la 10e étape. Après cet échec, Laurent Jalabert est sélectionné pour les Jeux olympiques d'Atlanta, où termine 21e de la course en ligne et 13e du contre-la-montre. De retour en Europe, il prend la dixième place de la Classique de Saint-Sébastien et la troisième du Tour de Galice derrière Abraham Olano et Andreï Tchmil, puis termine à nouveau dixième lors du Grand Prix de Suisse.
En septembre, Jalabert défend son titre sur le Tour d'Espagne, où Zülle et lui sont opposés entre autres à Indurain et Rominger. En début d'épreuve, il obtient plusieurs places d'honneur au sprint, et remporte notamment la 3e étape. Il prend ainsi la tête du classement général, qu'il abandonne à Fabio Baldato à l'issue de la 6e étape, et termine la première semaine avec plus d'une minute d'avance sur Indurain et huit sur Rominger. Lors du premier contre-la-montre à Avila, Jalabert termine cinquième, et se retrouve troisième du classement général derrière Zülle et Indurain, et devant deux autres de ses coéquipiers. Lors de la 12e étape, il distance Indurain dans l'ascension de l'alto del Naranco, et prend la deuxième place. Le lendemain, Zülle laisse la victoire à Jalabert au sommet des lacs de Covadonga, tandis qu'Indurain abandonne. Les deux coéquipiers occupent les deux premières places avec quatre minutes d'avance sur Laurent Dufaux, troisième. Les trois hommes terminent ensemble lors des étapes de montagne suivantes, Jalabert terminant quatrième à Cabarceno, troisième à Alto Cruz de la Demanda et troisième à Cerler. Cependant, lors de la 19e étape menant à Avila, le Français est handicapé par une intoxication alimentaire et perd 25 minutes. Malgré sa troisième place lors du contre-la-montre final, Jalabert ne peut terminer que 19e de cette Vuelta remportée par Zülle devant Dufaux et Rominger. Il remporte cependant le classement par points pour la troisième fois consécutive.
En octobre, Jalabert obtient plusieurs places d'honneur sur les courses d'un jour : il termine cinquième de Paris-Tours au sprint, septième du Championnat du monde à Lugano, troisième de Milan-Turin et neuvième du Tour de Lombardie. Ces résultats lui permettent de préserver in extremis la première place du classement UCI face à Zülle. Il termine l'année avec 14 victoires.

#### 1997: nouvelles classiques et champion du monde du contre-la-montre
En 1997, Jalabert fait toujours du Tour et de la Vuelta ses objectifs, mais espère aussi remporter une nouvelle classique. Dès février, il gagne une nouvelle étape et, pour la deuxième fois, le classement général du Challenge de Majorque et termine troisième du Tour du Haut-Var. Sur le prologue de Paris-Nice, il remporte la première victoire contre-la-montre de sa carrière. Il termine troisième des 4e et 5e étape, puis attaque lors de la 6e étape dans l'ascension du mont Ventoux, et remporte l'étape à Sisteron devant Laurent Dufaux. Septième du contre-la-montre final, Jalabert remporte Paris-Nice pour la troisième fois consécutive, avec une minute d'avance sur Dufaux. Favori de Milan-San Remo, il chute dans le sprint final avec l'autre grand favori, Johan Museeuw, ouvrant la voie à Erik Zabel. La semaine suivante, au Critérium international, il favorise la victoire de son coéquipier Marcelino García au sommet du pic de Nore, et termine deuxième de l'étape et du classement général.
En avril, Jalabert participe au Tour des Flandres pour la première fois depuis 1994. Il fait forte impression, attaquant à plusieurs reprises, mais perd pied dans le Paterberg et termine 82e. Dès le lendemain, il prend part au Tour du Pays basque : il gagne la deuxième étape, attaque sans succès dans la troisième, et gagne la quatrième après une offensive d'équipe lancée à 70 km de l'arrivée. Jalabert occupe alors la tête du classement général mais la perd dans le contre-la-montre final au profit de Zülle, vainqueur de l'étape. Comme en 1995, le Suisse remporte l'épreuve devant son coéquipier. De retour sur le terrain des classiques, Jalabert remporte pour la deuxième fois la Flèche wallonne, attaquant à 28 km de l'arrivée avant de distancer Luc Leblanc dans le mur de Huy. Grand favori de Liège-Bastogne-Liège quatre jours plus tard, il s'échappe avec Zülle et Michele Bartoli, mais termine deuxième, battu par Bartoli malgré la supériorité numérique des coureurs de ONCE. Une semaine plus tard, il termine septième de l'Amstel Gold Race pour sa première participation depuis sa chute en 1991 et prend la troisième place de la Coupe du monde.
Jalabert décide d'éviter le Critérium du Dauphiné libéré dans sa préparation pour le Tour de France, préférant le Tour des vallées minières, le Tour de Luxembourg et le Tour de Suisse,. Il n'y obtient aucun résultat notable, et abandonne au cours de la dernière étape du Tour de Suisse. Il aborde ainsi le Tour avec moins d'ambitions que les années précédentes. Il termine 22e du prologue et aborde les Pyrénées à la huitième place du classement général, devant Bjarne Riis, mais perd près de vingt-cinq minutes au cours des deux premières étapes de montagne. Incapable de peser sur le Tour, il termine à la 43e place à Paris. À l'issue du Tour, Jalabert affirme à plusieurs reprises son intention de ne plus sacrifier une partie de sa saison pour le Tour. Il se prépare alors pour le Tour d'Espagne et les championnats du monde. Début août, il gagne la première étape du Tour de Castille-et-León, qu'il termine à la deuxième place finale derrière Ángel Casero. Il remporte également la deuxième étape du Tour de Burgos aux Lacs de Neila, puis termine quatrième du contre-la-montre, remporté par Abraham Olano. Il gagne ainsi le classement général avec seulement onze centièmes de seconde d'avance sur l'Espagnol. Il a moins de succès sur le terrain de la Coupe du monde, ne terminant que 19e de la Classique de Saint-Sébastien et 26e du Grand Prix de Suisse, ce qui le fait reculer à la septième place du classement général.
Sur le Tour d'Espagne, il termine sur le podium de la première étape, puis enlève à Grenade la 6e étape et s'empare de la tête du classement général. Il perd cependant huit minutes dès le lendemain à la station de Sierra Nevada, reculant à la 29e place du classement. Il doit abandonner le maillot amarillo à Laurent Dufaux, et, comme l'année précédente, laisser le rôle de leader de la ONCE à son coéquipier Alex Zülle. La suite de la course permet à Jalabert de remonter au classement : il termine notamment troisième du contre-la-montre de Cordoue, où Zülle prend la tête du classement général, et quatrième de celui d'Alcobendas, et remporte la 20e étape à Avila. Il s'agit de sa dix-huitième victoire sur la Vuelta, sa deuxième à Avila, ce qui fait alors de Jalabert le coureur à y avoir remporté le plus d'étapes depuis Delio Rodríguez dans les années 1940. Il termine septième de cette Vuelta, à dix minutes de Zülle qui l'emporte pour la deuxième fois. Il remporte également le classement par points pour la quatrième fois consécutive, ce qui en fait le détenteur du record de victoires dans ce classement, à égalité avec Sean Kelly.
Deux semaines plus tard, lors des championnats du monde à Saint-Sébastien, Jalabert surprend : alors qu'il est favori pour le titre en ligne, il devient Champion du monde du contre-la-montre, remportant sa deuxième victoire seulement dans la spécialité, la première sur une longue distance. Il devance l'Ukrainien Sergueï Honchar de trois secondes seulement. Il termine onzième de la course en ligne, remportée par son coéquipier de sélection Laurent Brochard. Sur sa lancée, il remporte également la semi-classique italienne Milan-Turin devant Zülle, et surtout, pour la première fois, le Tour de Lombardie. Attaquant à trente kilomètres de l'arrivée avec Michele Bartoli, Paolo Lanfranchi et Francesco Casagrande, il devance les Italiens au sprint et remporte à Bergame sa quatrième victoire dans une grande classique et termine cinquième de la Coupe du monde. Il clôt sa saison en gagnant les deux étapes et le classement général de l'Escalade de Montjuïc. Jalabert termine premier mondial pour la troisième année consécutive, avec 17 victoires.

#### 1998: champion de France, abandon sur le Tour
En 1998, le départ de Zülle pour Festina fait de Jalabert le leader unique de l'équipe ONCE. Le début de saison 1998 est à l'aune des précédents pour Jalabert : dès février, il termine deuxième de la Ruta Del Sol où il participe à un triplé ONCE, puis remporte le Tour du Haut-Var. Sur Paris-Nice, il est deuxième de la première étape contre-la-montre derrière le Belge Frank Vandenbroucke, qui accroît son avance en remportant la cinquième étape au col de la République. Malgré de nombreuses attaques au cours des trois dernières étapes, Jalabert perd Paris-Nice pour la première fois depuis 1995, et termine deuxième à 40 secondes de Vandenbroucke. Une semaine plus tard, il termine 15e de Milan-San Remo après avoir attaqué en vain dans le Poggio. La semaine suivante, Jalabert prend la deuxième place de la Semaine catalane : il termine deuxième de l'étape reine et troisième du contre-la-montre, devancé chaque fois par Michael Boogerd, qui remporte le classement général.
Sur le Tour du Pays basque, Jalabert remporte la première étape malgré une chute mais abandonne la tête du classement général à son coéquipier Íñigo Cuesta à l'issue de la troisième étape. Malgré sa victoire dans la contre-la-montre final, il termine la course à 3 secondes de Cuesta, deuxième de l'étape. Il termine second pour la troisième fois sur le Tour du Pays basque, chaque fois derrière un coéquipier, et pour la quatrième fois en quatre courses par étapes en 1998. Zülle, qui l'a privé de victoire en 1995 et 1997, est troisième. Il est cependant moins à l'aise que l'année précédente sur les classiques ardennaises : il termine 19e de la Flèche wallonne, et laisse échapper une nouvelle occasion sur Liège-Bastogne-Liège, lorsque Michele Bartoli s'échappe à quinze kilomètres de l'arrivée, l'emportant devant Jalabert pour la deuxième année consécutive.
Jalabert reprend la compétition au Tour des Asturies. Il s'impose dès le contre-la-montre de la première étape, termine deuxième à l'Alto del Naranco et remporte au sprint la dernière étape ainsi que le classement général, qu'il a dominé de bout en bout. Sur la Bicyclette basque, il remporte les troisième et quatrième étape,, mais ne termine que quatrième du contre-la-montre. Il doit se contenter de la troisième place finale, derrière Abraham Olano et Aitor Garmendia. Quelques jours plus tard, il remporte la Classique des Alpes pour la deuxième fois, devançant Francesco Casagrande et Benoît Salmon, puis participe au Critérium du Dauphiné libéré. Il y prend la troisième place du prologue, mais abandonne à l'issue de la troisième étape. Il participe ensuite au Tour de Suisse, où il s'impose dès le prologue, mais perd la tête du classement général le lendemain au profit de Davide Rebellin. Il s'impose ensuite au sprint à Varèse, mais perd toute chance au classement général lors de la sixième étape, où il concède 19 minutes à Garzelli. Malgré une troisième victoire d'étape lors du dernier contre-la-montre, il termine 22e du classement général. Dix jours plus tard, il remporte sa dixième victoire en moins de deux mois en devenant Champion de France à Charade devant Luc Leblanc et Richard Virenque.
Sur le Tour de France, Jalabert termine troisième du prologue à Dublin, puis quatrième du premier contre-la-montre à Meyrignac-l'Église remporté par Jan Ullrich. Malgré des difficultés dans les Pyrénées, où il termine 23e à Luchon et 11e au Plateau de Beille, il sort du massif en troisième position, à trois minutes d'Ullrich, deux de Bobby Julich, et dans le même temps que Marco Pantani. Il s'effondre cependant dans les Alpes, perdant quinze minutes sur Pantani aux Deux Alpes et huit à Albertville. Alors que l'affaire Festina a entraîné l'exclusion de l'équipe de Zülle et Virenque et de nombreuses perquisitions de police, Jalabert se fait le porte-parole des coureurs lors de la 12e étape : « On est révoltés, parce que je crois qu'on nous traite comme du bétail [...] ». Puis il quitte la course avec l'ensemble des équipes espagnoles. Des échantillons d'urine de Jalabert prélevés durant ce Tour de France, ainsi que ceux d'autres coureurs, s'avèreront positifs à l'EPO lors d'analyses effectuées en 2004 et publiées en 2013.
Après un mois d'août décevant, où il termine 59e de la Classique de Saint-Sébastien et abandonne le Tour de Burgos alors qu'il y occupe la deuxième place, Jalabert prend part au Tour d'Espagne. Troisième de la première étape au sprint, il profite des bonifications pour prendre le maillot amarillo lors de la troisième, mais l'abandonne le lendemain à Fabrizio Guidi. Troisième à Xorret de Catí et quatrième du contre-la-montre à Alcudia, Jalabert termine la première semaine en deuxième position, à 41 secondes d'Abraham Olano. Au cours des étapes de montagne qui suivent, Jalabert reprend quelques secondes à Olano, mais voit se rapprocher l'autre leader de la Banesto, José María Jiménez, vainqueur de trois étapes. Lors de la vingtième étape, Jalabert termine neuvième au sommet de l'Alto de Navacerrada, et recule à la cinquième place du classement général, désormais dominé par Jimenez. Onzième du contre-la-montre final, Jalabert termine cinquième de cette Vuelta derrière Olano, Fernando Escartín, Jimenez et Lance Armstrong. Il réalise ainsi sa meilleure performance depuis sa victoire en 1995, mais ne remporte ni étape, ni le classement par points, où il est devancé par Fabrizio Guidi. La course est marquée par des accusations de dopage à l'encontre de ONCE fondées sur la déposition de Zülle pendant le Tour de France, auxquelles Jalabert réagit violemment, qualifiant notamment les contrôleurs de l'UCI de « néo-nazis ».
En conflit avec l'UCI et fatigué, Jalabert met alors un terme à sa saison, décidant de ne pas disputer les Championnats du monde. Jalabert termine la saison avec treize victoires, et abandonne la première place mondiale à son grand rival dans les classiques, Michele Bartoli.

#### 1999
En 1999, Jalabert partage le leadership de l'équipe ONCE avec Abraham Olano, qui rejoint l'équipe à l'intersaison. L'équipe ONCE ayant décidé de ne pas courir en France après son départ du Tour de France l'année précédente et jusqu'à clarification de la loi antidopage, Jalabert ne participe pas à Paris-Nice, mais à Tirreno-Adriatico. Il participe à deux longues échappées lors des première et cinquième étapes,, et termine quatrième de la course derrière Michele Bartoli, Davide Rebellin et Stefano Garzelli, qui ont participé aux mêmes échappées. Il ne termine que 114e de Milan-San Remo, mais remporte la Semaine catalane en terminant deuxième de la troisième étape derrière Giuliano Figueras, puis en remportant le contre-la-montre final. En avril, il gagne la première étape du Tour du Pays basque devant Davide Rebellin, et conserve la première place du classement général jusqu'au contre-la-montre final, qu'il remporte. Il gagne ainsi la course pour la première fois devant Wladimir Belli et Rebellin, après avoir terminé trois fois deuxième au cours des quatre éditions précédentes. Au cours des semaines suivantes, il déçoit sur les classiques ardennaises, ne terminant ni la Flèche wallonne, ni Liège-Bastogne-Liège, dont il était pourtant l'un des favoris.
Au début de mai, il participe au Tour de Romandie. Il y remporte le prologue, abandonne la tête du classement général à Gabriele Missaglia le lendemain, mais la reprend dès la deuxième étape qu'il remporte en solitaire. Il gagne également le contre-la-montre de la troisième étape, et termine deuxième de la quatrième derrière Óscar Sevilla. Il remporte ainsi nettement le Tour de Romandie, devant Beat Zberg et Wladimir Belli. Cette performance convainc Jalabert de prendre part au Tour d'Italie. Il s'y impose dès la quatrième étape, lors d'un sprint en côte à Terme Luigiane, ce qui en fait un des rares coureurs à avoir remporté une étape des trois grands tours. Il s'empare du maillot rose le lendemain. Il le conserve trois jours, jusqu'à l'arrivée au sommet du Gran Sasso, où une attaque de Marco Pantani lui fait perdre pied à trois kilomètres de l'arrivée, mais le retrouve le lendemain en remportant le contre-la-montre d'Ancône. Il est alors classé dans le même temps que Pantani. Il porte le maillot rose cinq jours supplémentaires, mais l'abandonne de nouveau à Marco Pantani à Borgo San Dalmazzo, au soir de la 14e étape, où il recule à la cinquième place du classement. Il remonte sur le podium le lendemain à Oropa, où il n'est battu que par Pantani qu'il distance un temps dans l'ascension, puis remporte une nouvelle étape devant Pantani à Lumezzane, où il prend la tête du classement par points. Lors du contre-la-montre de Trévise, il termine troisième, reprenant une minute à Pantani, mais perdant 24 secondes sur Paolo Savoldelli, deuxième de l'étape et du classement général. Il perd cependant toute chance de remporter le Giro dans l'ascension de l'Alpe di Pampeago, où il concède quatre minutes à Pantani, plus d'une à Savoldelli et deux et demie à Ivan Gotti, qui le dépasse au classement. Le lendemain, il termine troisième à Madonna di Campiglio et profite de l'exclusion de Marco Pantani le soir même pour prendre la troisième place du classement général, à une minute de Savoldelli. Cependant, lors de l'avant-dernière étape, il termine cinquième à Aprica, à plus de quatre minutes de Gotti, Gilberto Simoni et Roberto Heras. Il termine quatrième de ce Tour d'Italie remporté par Ivan Gotti devant Savoldelli et Simoni. Il remporte néanmoins le classement par points, et devient ainsi le premier Français à le remporter. Il compte parmi les cinq coureurs à avoir gagné le classement par points des trois grands tours, avec Eddy Merckx, Djamolidine Abdoujaparov, Alessandro Petacchi et Mark Cavendish.
Une semaine plus tard, Jalabert participe au Tour de Suisse. Il remporte le prologue, mais perd la tête du classement général à Grindelwald, où il termine troisième derrière Gilberto Simoni et Francesco Casagrande. Il reprend le maillot jaune le lendemain lors du contre-la-montre de Meiringen, mais la perd définitivement au profit de Casagrande lorsque l'Italien s'impose en solitaire à Arosa. Jalabert termine deuxième du classement général à 1 min 4 s de Casagrande et remporte le classement par points. Il ne peut défendre son titre aux Championnats de France pour ne pas s'être soumis au contrôle longitudinal et choisit de ne pas participer au Tour de France pour la première fois depuis 1990.
Il reprend la compétition le 25 juillet au Prueba Villafranca de Ordizia, qu'il remporte en solitaire. Il continue sa préparation pour le Tour d'Espagne au Grand Prix Breitling, qu'il termine deuxième avec Abraham Olano, mais chute gravement lors du Tour de Castille-et-León, se brisant le crâne, la clavicule droite et deux côtes,. Malgré ses blessures, Jalabert décide de participer à la Vuelta. Il perd cependant un quart d'heure dès la cinquième étape, et ne prend pas le départ de la treizième à Andorre. Il termine l'année à la première place mondiale pour la quatrième fois, avec quatorze victoires.

#### 2000
Dès le début de la saison 2000, Jalabert envisage de recourir en France, estimant qu'il tient peut-être sa dernière chance de remporter le Tour. Dès février, ONCE s'impose sur le contre-la-montre par équipes du Tour méditerranéen, à quoi Jalabert ajoute une victoire d'étape au sommet du Mont Faron qui lui permet de remporter le classement général. Il termine cinquième du Tour de la Communauté valencienne, puis participe à Tirreno-Adriatico, dont il est le grand favori. Il s'y impose dès la troisième étape, mais recule de trois places à l'issue du contre-la-montre remporté par son coéquipier Abraham Olano. Il termine la course à la quatrième place, à 38 secondes d'Olano. Fin mars, il termine 11e de Milan-San Remo puis remporte pour la deuxième fois consécutive la Semaine catalane grâce à sa victoire dans le contre-la-montre final. En avril, il termine deuxième du Grand Prix Miguel Indurain puis défend son titre au Tour du Pays basque : il y remporte l'étape reine mais termine troisième du contre-la-montre final et du classement général, derrière Andreas Klöden et Danilo Di Luca. Une nouvelle fois favori, il pèse cependant peu sur les classiques ardennaises : il termine à la troisième place de la Flèche wallonne derrière Francesco Casagrande et Rik Verbrugghe et à la dixième de Liège-Bastogne-Liège. Au début de mai, il ne parvient pas à conserver son titre au Tour de Romandie, abandonnant lors de la 4e étape.
À partir de juin, Jalabert se prépare au Tour de France en participant à la Classique des Alpes puis au Critérium du Dauphiné libéré. Il y remporte la dernière étape en solitaire à Sallanches, sur un circuit final qui fêtait les 20 ans de la victoire de Bernard Hinault lors des championnats du monde de cyclisme sur route 1980, et termine 12e du classement général. Il apparaît à nouveau comme un outsider sur le Tour de France. Il termine troisième de la 1re étape (contre-la-montre), puis s'empare du maillot jaune pour la seconde fois de sa carrière à la faveur du contre-la-montre par équipes de Saint-Nazaire. Il le conserve deux jours, jusqu'à ce qu'Alberto Elli, membre d'une échappée de 12 coureurs, le lui prenne à Tours. Mais la montagne a raison de ses ambitions : il perd huit minutes à Hautacam puis trente-six autres à Briançon, et ne termine que 54e du Tour.
À l'issue du Tour, Jalabert annonce son intention de quitter ONCE. Il ne participe pas au Tour d'Espagne. En septembre, Jalabert participe aux Jeux olympiques à Sydney, où il termine cinquième des deux épreuves, contre-la-montre et en ligne,. Il est également sélectionné pour les championnats du monde à Plouay pour la première fois depuis deux ans, mais ne termine pas la course. Faute de performance majeure dans les grands tours et les classiques, il termine la saison à la huitième place mondiale, sa moins bonne depuis 1994.

### Le baroudeur: 2001-2002
Fin 2000, après avoir essayé d'obtenir un contrat dans une équipe française, Laurent Jalabert quitte avec son frère Nicolas l'équipe ONCE, pour devenir le leader de la formation CSC du Danois Bjarne Riis, où il passera deux saisons. À cette période, Jalabert n'est plus à son meilleur niveau, mais remporte encore plusieurs victoires en attaquant de loin, notamment sur le Tour de France.

#### 2001
Pendant l'hiver 2000-2001, les difficultés financières du sponsor Memory Card remettent un temps en question le contrat de Jalabert, jusqu'à l'arrivée d'un nouveau sponsor, World Online. Il fait des classiques son objectif du début de saison, après quoi il prévoit de se concentrer sur le Tour. Cependant, dès le début de saison, il se fracture trois vertèbres lombaires en tombant d'une échelle, ce qui le contraint à abandonner ses ambitions pour les classiques. Il fait son retour à la Flèche wallonne et se montre rapidement en forme. Dès mai, il termine ainsi deuxième des Quatre Jours de Dunkerque derrière Didier Rous puis quatrième du Grand Prix du Midi libre. En juin, Jalabert participe au Tour de Suisse. Il y prend la deuxième place du prologue derrière Lance Armstrong, mais lui concède près de trois minutes dans le contre-la-montre en côte de Crans-Montana et termine neuvième du classement général remporté par l'Américain. Quelques jours plus tard, il termine cinquième des championnats de France.
La présence de Jalabert dans les rangs de l'équipe CSC lui permet d'être invitée sur le Tour de France. Il y remporte sa première victoire de la saison à Verdun lors de la 4e étape, où Ludo Dierckxsens et lui devancent le peloton de sept secondes, puis récidive le 14 juillet à Colmar, où il s'impose en solitaire. Il occupe alors la deuxième place du classement général et du classement de la montagne. Dans la montagne, il recule au classement général, mais s'échappe pendant 162 km lors de la 13e étape menant au Pla d'Adet. Il passe seul en tête aux cols de Menté, du Portillon, de Peyresourde et de Val-Louron-Azet, mais il est repris dans l'ascension finale. Il prend le maillot à pois, qu'il conserve jusqu'à Paris, et termine 19e du classement général. Il devient ainsi le troisième coureur à avoir remporté le classement par points et le classement du maillot à pois après Eddy Merckx et Bernard Hinault. Il est également classé coureur le plus combatif du Tour. Sur sa lancée, Jalabert remporte la Classique de Saint-Sébastien, quatre ans après sa dernière victoire sur une classique, en devançant au sprint Francesco Casagrande, Davide Rebellin et Wladimir Belli. Malgré des ambitions affirmées, il abandonne en revanche sur le Championnat de Zurich,.
En fin de saison, il ne court pas la Vuelta pour assister à la naissance de son quatrième enfant, puis doit déclarer forfait pour les championnats du monde à cause d'une tendinite. Il termine la saison à la 21e place mondiale avec trois victoires.

#### 2002
En 2002, Jalabert définit pour objectifs Paris-Nice, les classiques, et particulièrement Liège-Bastogne-Liège, et le Tour de France. Il remporte sa première victoire de la saison en s'imposant pour la deuxième fois au Tour du Haut-Var, devant Alexandre Vinokourov. Sur Paris-Nice, il s'impose à Saint-Étienne lors de la troisième étape devant Didier Rous, qui prend la tête du général. Le lendemain, dans l'ascension du Mont Faron, il distance Rous, mais est battu par Vinokourov, qui le devance alors de six secondes au classement. En difficulté dans l'avant-dernière étape, il termine finalement troisième derrière Vinokourov et Sandy Casar. À l'issue de Paris-Nice, il est handicapé par un virus qui le contraint à l'abandon sur Milan-San Remo et l'empêche une nouvelle fois de participer aux classiques.
Il reprend la compétition fin avril au Tour de Basse-Saxe, puis obtient sa troisième victoire de la saison début mai lors de la CSC Classic. Il est moins chanceux que l'année précédente sur le Tour de France, et malgré ses longs raids en montagne, ne remporte pas d'étape. Il remporte néanmoins sans difficulté son second maillot à pois. Lors de la journée de repos, il annonce sa retraite pour la fin de la saison. En août, il remporte de nombreux critériums. Pour la deuxième fois consécutive, il remporte la Classique de Saint-Sébastien devant Igor Astarloa, Gabriele Missaglia, Andrei Kivilev et Dario Frigo. La Coppa Agostoni, qu'il est le premier Français à remporter, restera sa dernière victoire professionnelle, puisqu'il échoue à la deuxième place du Grand Prix de Fourmies en septembre derrière Gianluca Bortolami. Sélectionné pour les championnats du monde, il y court sa dernière course.

### Le marathonien et le triathlète
Il participe en tant qu'amateur à des marathons à partir de 2005, où il réalise des performances honorables (le marathon de New York 2005 : 391e en 2 h 55 min 15 s, le marathon de Barcelone 2007 : 62e place et un temps de 2 h 45 min 52 s et le marathon de Paris 2008 : 536e en 2 h 53 min 14 s). En 2017, il réalise son meilleur temps, 2 h 44 min 46 s à Montauban.
À partir de 2007, Jalabert participe également à plusieurs triathlon Ironman. Le 13 octobre 2007, il termine 76e en 9 h 19 min 58 s du championnat du monde d'Ironman à Kailua-Kona, alors qu’il n’était que 1144e après l’épreuve de natation. À vélo, il a remonté plus de mille concurrents (à 39 ans, 24e meilleur temps de la partie cycliste, en 4 h 45 min 49 s) et a encore grignoté une trentaine de places pendant le marathon qu'il a couru en 3 h 10 min 8 s.
- Le dimanche 8 septembre 2019, il remporte à Nice le titre de champion du monde de triathlon Ironman 70.3 dans la catégorie des 50-54 ans.
- Le dimanche 10 septembre 2023, il remporte à Nice le titre de champion du monde de triathlon Ironman dans la catégorie des 55-59 ans.

### Le cycliste d'ultradistance
Il se lance dans la compétition d'ultradistance à vélo en participant pour la première fois au championnat du monde BikingMan (en). Il est inscrit à la 7e étape de la saison 2023 qui se déroule au Maroc du 30 octobre au 3 novembre 2023 au départ de Marrakech. Le tracé prévoit 1 000 km à parcourir dans le temps limite de 120 heures (5 jours) avec environ 16 200 mètres de dénivelé positif,.

### Motonautisme
Il participe en 2009 à la 46e édition des 24 heures motonautiques de Rouen au sein de l'équipe Drakkar inshore qui termine à la 5e place dans sa catégorie (classe 1) et 1er des moteurs quatre temps.

## Carrière de consultant

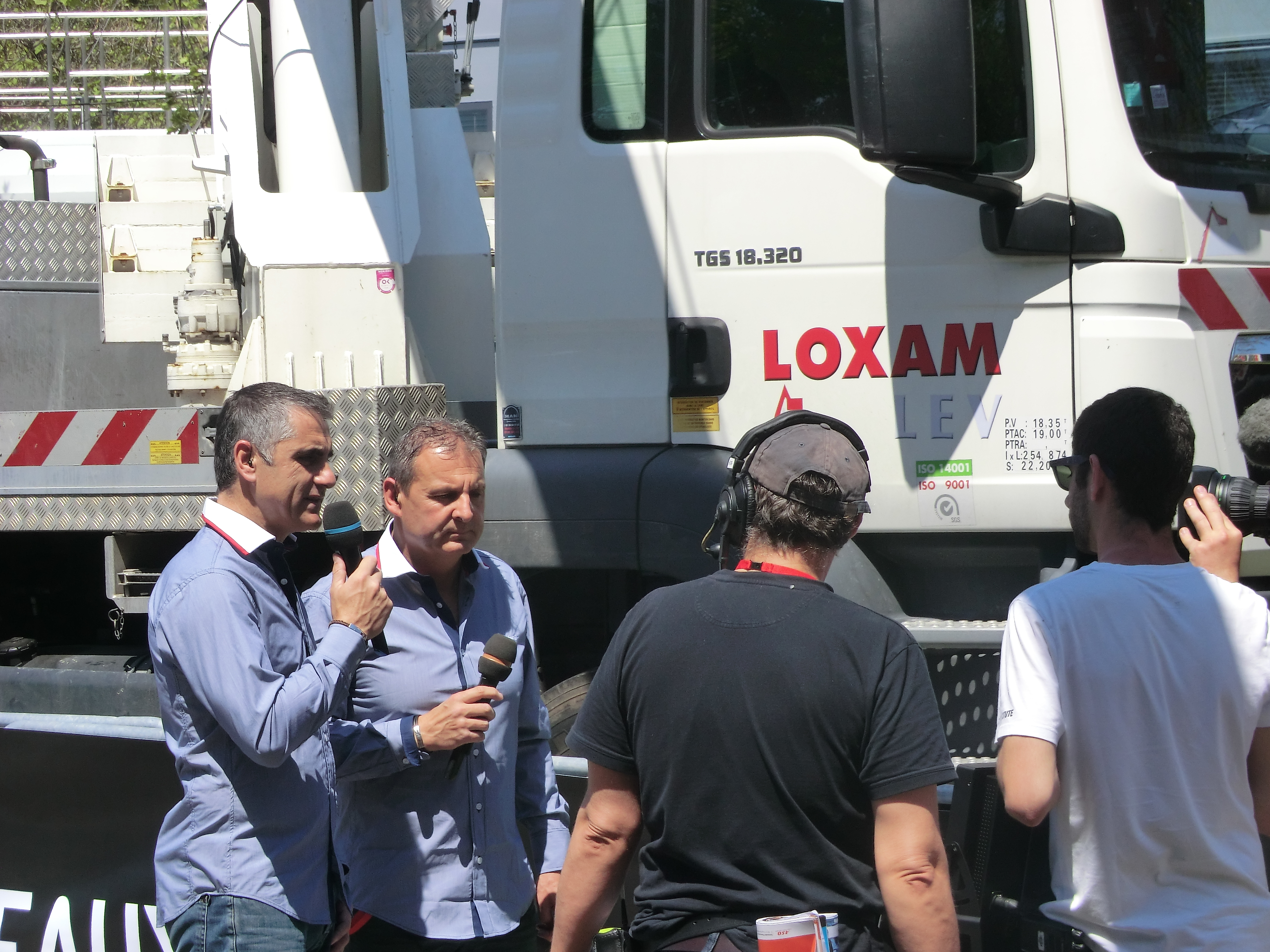
Laurent Jalabert au côté de Thierry Adam lors du Critérium du Dauphiné 2013.

Il met un terme à sa carrière de cycliste professionnel fin 2002.
Depuis 2003, il est consultant pour France Télévisions et RTL, pour les courses cyclistes.
Sur France Télévisions, il commente notamment le Tour de France à bord de la moto située en tête de course (2003 et 2004 puis 2006 à 2010) ainsi que les épreuves importantes de la saison avec Thierry Adam. Dès le Tour de France 2011, après la mort de Laurent Fignon (31 août 2010), qui commentait le tour dans un studio aux côtés de Thierry Adam jusqu'en 2010, il prend le poste (qu'il avait déjà occupé en 2005 aux côtés de Henri Sannier). En 2017, le nouveau directeur des sports, Laurent-Éric Le Lay, remanie l'équipe de commentateurs de France Télévisions. À partir du Paris-Roubaix 2017, il commente les courses aux côtés d'Alexandre Pasteur et Marion Rousse.

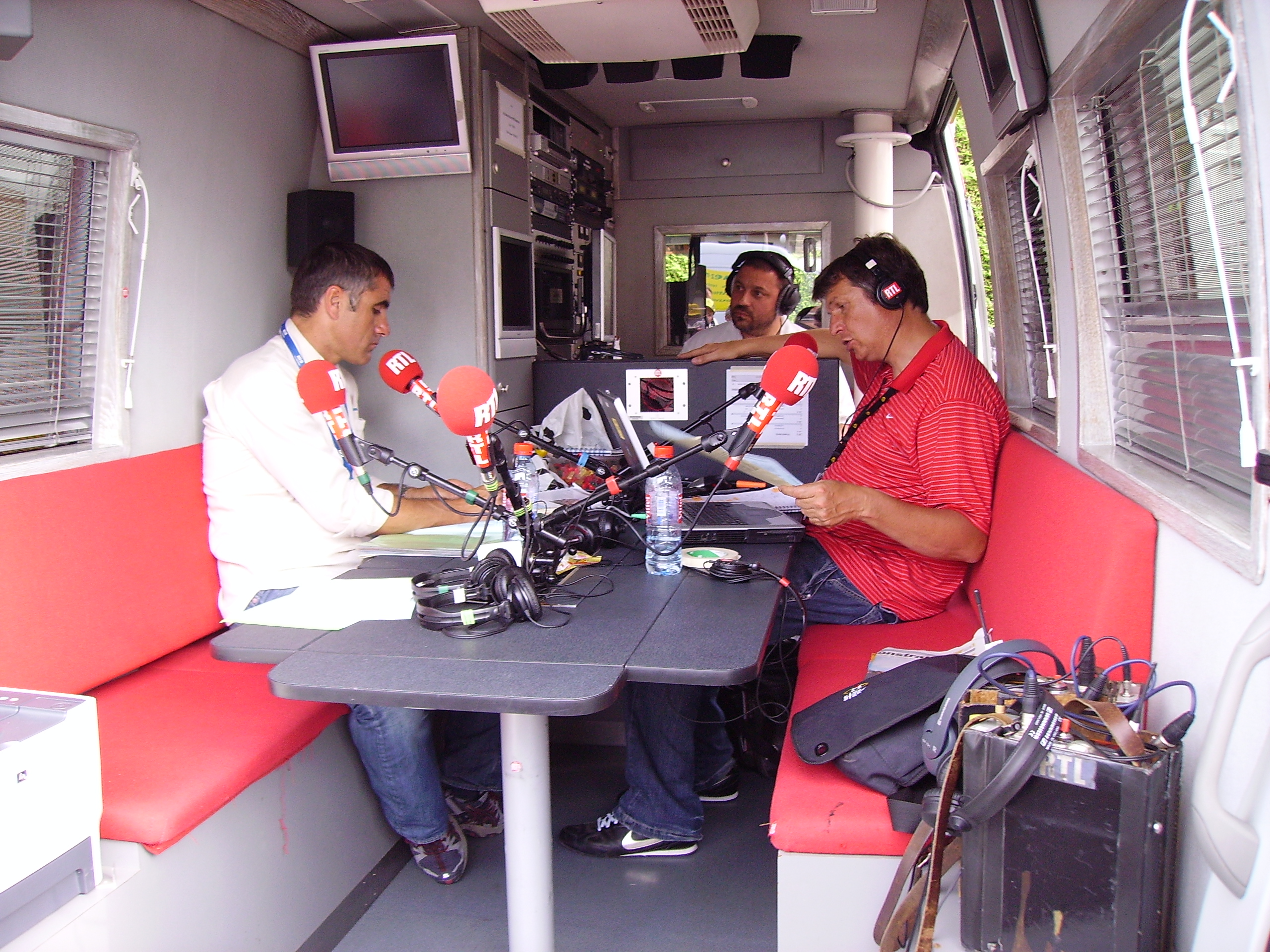
Laurent Jalabert, à gauche, face à Christophe Pacaud, dans le studio mobile de RTL après la 11e étape du Tour de France 2009.

Sur RTL, il intervient toute l'année pour parler de l'actualité cyclisme et durant le Tour de France, il coanime l'émission Le Club Jalabert, tous les soirs de 18h30 à 19h, avec Christophe Pacaud ou Christian Ollivier, puis Hortense Crépin.
Il reçoit le Mag d'Or 2010 du meilleur consultant omnisports décerné par L'Équipe magazine. Il reçoit le Mag d'Or 2011 du meilleur binôme de commentateurs hors foot, décerné par L'Équipe magazine, pour son duo avec Thierry Adam.
Depuis 2005, il est également chaque année membre du jury qui choisit le coureur qui reçoit le prix de la combativité du Tour de France à chaque étape.
Il renonce à son activité de consultant pour l'édition 2013 à la suite de révélations sur des « éléments prouvant [qu'il] était positif à l'EPO lors du Tour de France 1998 ». Il reprend cette fonction en 2014 pour France Télévisions et RTL.
Il crée, en 2011, sa propre marque de vêtements, nommée « Hors catégorie », qu’il revend en 2015.

## Le sélectionneur

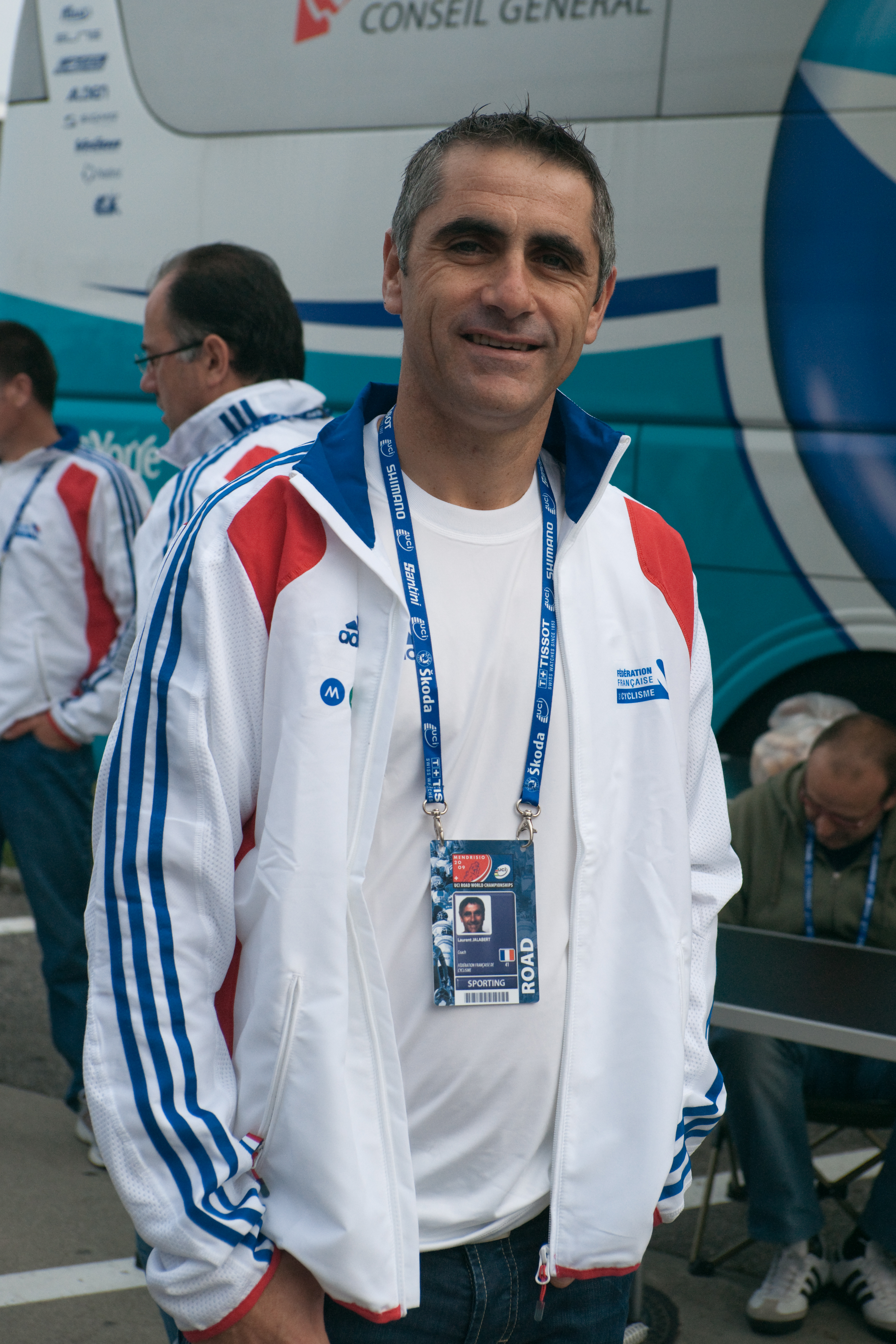
Laurent Jalabert aux championnats du monde 2009 à Mendrisio.

Le 24 mai 2009, il devient le nouveau sélectionneur de l'équipe de France pour les championnats du monde et pour les Jeux olympiques. Il remplace Frédéric Moncassin. Il quitte son poste durant le mois d'avril 2013,.
Le 11 mars 2013, il est victime d'un grave accident de la circulation alors qu'il s’entraînait à vélo à Montauban dans le quartier du Fau.

## Style et position dans le peloton

### Style
Coureur particulièrement complet, Jalabert s'est illustré dans des spécialités variées au fil des années. José Miguel Echavarri, le directeur sportif de Miguel Indurain en dit ainsi : « Il a évolué d'un rôle de sprinteur à un rôle de bon grimpeur, et voilà qu'il s'est transformé en bon rouleur. Je ne sais pas si cela suffira [pour gagner le Tour], mais c'est admirable. »
Sprinteur régulier au début de sa carrière, il remporte notamment le classement par points des trois Grands Tours, performance que seuls cinq coureurs ont réussi dans l'histoire. À partir de sa chute à Armentières sur le Tour de France 1994, il s'éloigne cependant de cette spécialité.
Sur le terrain des classiques, il se distingue particulièrement sur les courses vallonnées, comme la Classique de Saint-Sébastien ou la Flèche wallonne, qu'il remporte chacune deux fois. Il connaît son apogée dans ce domaine en 1995 et 1997, où il remporte respectivement Milan-San Remo et le Tour de Lombardie, et chaque fois la Flèche wallonne, profitant des qualités de finisseur qu'il a conservées pour faire la différence dans les derniers hectomètres. Au cours des années suivantes, Jalabert estime qu'il n'a « plus les jambes » pour s'illustrer sur les courses d'un jour et se concentre sur les courses par étapes jusqu'à son arrivée chez CSC, où il retrouve le goût des classiques et remporte deux fois la Classique de Saint-Sébastien. Il n'a cependant jamais remporté ni la doyenne des classiques, Liège-Bastogne-Liège, où il est battu deux fois consécutivement par Michele Bartoli, ni le championnat du monde. Parmi les courses vallonnées, l'Amstel Gold Race et le Championnat de Zurich manquent également à son palmarès. Il n'a jamais obtenu de résultats significatifs sur les courses pavées.
Sur le terrain des courses par étapes, il remporte également ses premières victoires majeures en 1995. En cinq ans, il gagne trois fois Paris-Nice, qui apparaît comme sa course de prédilection, mais aussi le Tour du Pays basque, le Tour de Romandie, le Tour de Catalogne, le Critérium international de la route, la Semaine catalane ou le Grand Prix du Midi libre. Ces années sont également celles de la suprématie de Jalabert sur le classement UCI, démontrant l'importance des points attribués lors de ces courses pour s'assurer la première place.
La même année 1995 voit Jalabert s'illustrer sur les grands tours, en terminant quatrième du Tour de France et vainqueur du Tour d'Espagne. Ces résultats amènent Jalabert à orienter sa carrière pendant plusieurs années vers le Tour de France, sans doute au détriment d'autres victoires dans les classiques, alors que ses lacunes en haute montagne et contre-la-montre l'empêchent de bien y figurer face à Bjarne Riis, Miguel Indurain ou Jan Ullrich. À compter de 1997, il montre cependant des progrès dans les contre-la-montre, qui lui permettent même de devenir champion du monde de la discipline.
Jalabert se définit en outre lui-même comme un compétiteur et un coureur à l'ancienne, qui cherche à remporter les courses auxquelles il participe plutôt que de cibler ses objectifs. Cette attitude privilégiant la quantité à la qualité de ses succès lui vaut des critiques régulières. Il attribue pour sa part certaines de ses contre-performances, notamment dans la Sierra Nevada sur le Tour d'Espagne 1997, à une hypoglycémie chronique qui pourrait être d'origine génétique.

### Jalabert dans le peloton
Laurent Jalabert reconnaît avoir très peu d'amis dans le peloton. Mais auprès du public, sa popularité a augmenté pendant sa carrière, notamment après sa victoire à Mende le 14 juillet 1995, et surtout depuis son échappée solitaire dans les Pyrénées, sur le Tour de France 2001.

### Dopage
En 1991, Laurent Jalabert rejoint Manolo Saiz dans l'équipe espagnole Once. Le docteur Eufemiano Fuentes (inculpé dans l'affaire de dopage Puerto qui a secoué le cyclisme professionnel au printemps 2006) fut le médecin de cette équipe. Dans les années quatre-vingt-dix, Laurent Jalabert consulte également le docteur Michele Ferrari (notamment impliqué dans le système de dopage de Lance Armstrong).
En 1997, une prescription médicale l'autorise à utiliser « à des fins thérapeutiques » un traitement contre l'asthme, le salbutamol, plus connu sous le nom de Ventoline.
En 1998, lors du Tour de France où éclate l'affaire Festina, Jalabert quitte la course pour limiter ensuite ses apparitions en France, avançant comme raison la sévérité des contrôles antidopage.
Il quitte la fédération française de cyclisme pour ne pas être soumis au suivi médical. Il sera d'ailleurs interdit de participation aux Championnats de France 1999 pour ce motif.
Le 22 octobre 2012, Lance Armstrong est suspendu à vie par l'UCI et privé de ses sept victoires sur le Tour de France. Laurent Jalabert déclare « qu'à ses yeux, Lance Armstrong reste un immense champion ».
Le 24 juin 2013, il est annoncé que Laurent Jalabert était positif à l'EPO sur le Tour de France 1998. C'est ce que révèlent des tests rétroactifs menés en 2004 par l'AFLD sur un échantillon d'urine du coureur français. Ces tests avaient alors été pratiqués anonymement mais la commission d'enquête sénatoriale sur l'efficacité de la lutte contre le dopage en France a exhumé les PV qui permettent aujourd'hui de mettre un nom sur les échantillons testés. Jalabert, choqué et surpris par cette annonce, déclare le lendemain renoncer à ses activités de consultant pour RTL et France Télévisions, sans toutefois affirmer clairement ne pas s’être dopé. Il retrouve l'antenne de France Télévisions à l'occasion de Paris-Nice 2014.

## Palmarès et résultats

### Palmarès amateur
| - 1986 - Deux étapes du Tour de l'Abitibi - Une étape du Grand Prix Rüebliland - 2e du Tour de l'Abitibi - 2e de Soulor-Aubisque - 1987 - 2e étape du Tour du Roussillon - Trophée des Pyrénées Espoirs - 2e des Boucles du Tarn - 2e des Boucles du Comminges - 2e du Grand Prix d'Espéraza | - 1988 - Champion de France militaires - Tour du Haut-Languedoc : - Classement général - 1re étape - 3e étape du Circuit Berrichon (contre-la-montre par équipes) - 3e du Circuit Berrichon - 3e du Tour du Périgord |  |

### Palmarès professionnel
| - 1989 - Tour d'Armorique : - Classement général - 1re étape - 3e étape du Tour du Limousin - 3e étape du Tour de la Communauté européenne (contre-la-montre par équipes) - 3e du GP Camp de Morvedre - 3e du Trophée Luis Puig - 1990 - 3e étape du Circuit de la Sarthe - Paris-Bourges : - Classement général - 1re étape - 2e de la Classique de Saint-Sébastien - 3e du Tour de la Communauté européenne - 6e du championnat du monde sur route - 1991 - 2e étape de Paris-Nice (contre-la-montre par équipes) - 2ea étape des Quatre Jours de Dunkerque - 2e de Paris-Nice - 2e des Quatre Jours de Dunkerque - 2e du Championnat de Zurich - 2e de la Coupe du monde - 3e du Grand Prix de Cannes - 4e de la Classique de Saint-Sébastien - 7e de l'Amstel Gold Race - 7e de Paris-Tours - 8e du Tour de Lombardie - 9e du Tour des Flandres - 1992 - 3e étape de la Bicyclette basque - Tour de France : - Classement par points - 6e étape - 3e, 4ea et 6e étapes du Tour de Burgos - 2e, 5e et 7e étapes du Tour de Catalogne - 2e de la Wincanton Classic - Médaillé d'argent au championnat du monde sur route - 3e du Trophée Luis Puig - 5e de Paris-Tours - 5e de la Coupe du monde - 6e du Grand Prix des Amériques - 8e du Championnat de Zurich - 9e de Milan-San Remo - 1993 - Challenge de Majorque : - Classement général - Trofeo Manacor et Trofeo Soller - Trophée Luis Puig - 6e étape du Tour de la Communauté valencienne - 2e (contre-la-montre par équipes) et 7ea étapes de Paris-Nice - 2e et 6e étapes du Tour d'Espagne - Clásica de Alcobendas - 3e étape du Tour des Asturies - 1re étape du Tour de Galice - 5e étape du Trophée Castille-et-León - 3e et 4e étapes du Tour de Catalogne - Tour de La Rioja : - Classement général - 2e et 3e étapes - 2e du Trofeo Palma de Mallorca - 3e du Trofeo Calvia - 4e de Milan-San Remo - 9e de Liège-Bastogne-Liège - 1994 - 2e étape du Tour du Pays basque - Tour d'Espagne : - Classement par points - 1re, 2e, 4e, 11e, 12e, 15e et 20e étapes - 5e étape du Grand Prix du Midi libre - 5e étape du Tour de Catalogne - 2e du Trofeo Calvia - 2e du Trophée Luis Puig - 8e de Paris-Tours - 10e de Milan-San Remo - 1995 - Trofeo Soller - 2ea étape du Tour de la Communauté valencienne - Paris-Nice : - Classement général - 2e étape - Milan-San Remo - Critérium international : - Classement général - 1re et 2e étapes - Klasika Primavera - Flèche wallonne - 3e étape du Grand Prix du Midi libre - Tour de Catalogne : - Classement général - 1re et 7e étapes - Tour de France : - Classement par points - 12e étape - Tour d'Espagne : - Classement général - Classement de la montagne - Classement par points - 3e, 5e, 8e, 15e et 17e étapes - 3e étape du Tour de Galice - 2e du Trofeo Manacor - 2e du Tour du Pays basque - 3e du Trofeo Palma da Mallorca - 4e de Liège-Bastogne-Liège - 4e du Tour de France - 4e de la Classique de Saint-Sébastien - 1996 - Classic Haribo - Tour de la Communauté valencienne : - Classement général - 1re étape - Paris-Nice : - Classement général - 3e et 4e étapes - 1re étape du Tour du Pays basque - Grand Prix du Midi libre : - Classement général - 2e et 5e étapes - Classement général de la Route du Sud - Classique des Alpes - Tour d'Espagne - Classement par points - 3e et 13e étapes - 2e du Trofeo Soller - 3e du Tour de Galice - 3e de Milan-Turin - 5e de Paris-Tours - 7e du championnat du monde sur route - 9e du Tour de Lombardie - 10e du Grand Prix de Suisse | - 1997 - Champion du monde du contre-la-montre - Challenge de Majorque : - Classement général - Trofeo Soller - Paris-Nice : - Classement général - 1re (contre-la-montre) et 6e étapes - 2e et 4e étapes du Tour du Pays basque - Flèche wallonne - 1re étape du Tour de Castille-et-León - Tour de Burgos : - Classement général - 2e étape - Tour d'Espagne : - Classement par points - 6e et 20e étapes - Milan-Turin - Tour de Lombardie - Escalade de Montjuïc : - Classement général - 1re et 2e (contre-la-montre) étapes - 2e du Trofeo Mallorca - 2e du Critérium international - 2e du Tour du Pays basque - 2e de la Klasika Primavera - 2e de Liège-Bastogne-Liège - 2e du Tour de Castille-et-León - 3e du Tour du Haut-Var - 5e de la Coupe du monde - 7e de l'Amstel Gold Race - 7e du Tour d'Espagne - 1998 - Champion de France sur route - Tour du Haut-Var - 1re et 5eb (contre-la-montre) étapes du Tour du Pays basque - Tour des Asturies : - Classement général - Prologue et 5e étapes - 3e et 4ea étapes de la Bicyclette basque - Classique des Alpes - Prologue, 3e et 8e (contre-la-montre) étapes du Tour de Suisse - 2e du Tour d'Andalousie - 2e de Paris-Nice - 2e de la Semaine catalane - 2e du Tour du Pays basque - 2e de Liège-Bastogne-Liège - 3e de la Bicyclette basque - 5e du Tour d'Espagne - 1999 - Semaine catalane : - Classement général - 5eb étape (contre-la-montre) - Tour du Pays basque : - Classement général - 1re et 5eb (contre-la-montre) étapes - Tour de Romandie : - Classement général - Prologue, 2e et 3eb (contre-la-montre) étapes - Tour d'Italie : - Classement par points - 4e, 9e (contre-la-montre) et 16e étapes - Prologue du Tour de Suisse - Prueba Villafranca de Ordizia - 2e du Tour de Suisse - 2e du Grand Prix Breitling (avec Abraham Olano) - 4e de Tirreno-Adriatico - 4e du Tour d'Italie - 2000 - Tour méditerranéen : - Classement général - 3e (contre-la-montre par équipes) et 5e étapes - 3e étape de Tirreno-Adriatico - Semaine catalane : - Classement général - 5eb étape (contre-la-montre) - 4e étape du Tour du Pays basque - 7e étape du Critérium du Dauphiné libéré - 4e étape du Tour de France (contre-la-montre par équipes) - 2e du Grand Prix Miguel Indurain - 3e du Tour du Pays basque - 3e de la Flèche wallonne - 4e de Tirreno-Adriatico - 5e de la course en ligne des Jeux olympiques de Sydney - 5e du contre-la-montre des Jeux olympiques de Sydney - 2001 - Tour de France : - Classement de la montagne - Prix de la combativité - 4e et 7e étapes - Classique de Saint-Sébastien - 2e des Quatre Jours de Dunkerque - 4e du Grand Prix du Midi libre - 9e du Tour de Suisse - 2002 - Tour du Haut-Var - 3e étape de Paris-Nice - Grand Prix d'Aarhus - Tour de France: - Classement de la montagne - Prix de la combativité - Coppa Agostoni - Classique de Saint-Sébastien - 2e du Grand Prix de Fourmies - 3e de Paris-Nice - 3e du Mémorial Rik Van Steenbergen |  |

### Principales classiques et championnats du monde
Le tableau suivant présente les résultats de Laurent Jalabert lors des classiques de la Coupe du monde, ainsi qu'aux championnats du monde.
| Année | Milan- San Remo | Tour des Flandres | Amstel Gold Race | Flèche wallonne | Liège- Bastogne-Liège | Classique de Saint-Sébastien | Championnat de Zurich | Paris-Tours | Tour de Lombardie | Championnats du monde | Championnats du monde du c.l.m |
| ----- | --------------- | ----------------- | ---------------- | --------------- | --------------------- | ---------------------------- | --------------------- | ----------- | ----------------- | --------------------- | ------------------------------ |
| 1989  | -               | -                 | -                | -               | -                     | -                            | -                     | 13e         | -                 | -                     | -                              |
| 1990  | 41e             | -                 | -                | -               | -                     | 2e                           | -                     | -           | -                 | 6e                    | -                              |
| 1991  | 17e             | 9e                | 7e               | -               | 11e                   | 4e                           | 2e                    | 7e          | 8e                | -                     | -                              |
| 1992  | 9e              | 24e               | -                | 18e             | 57e                   | 103e                         | -                     | 5e          | -                 | 2e                    | -                              |
| 1993  | 4e              | 57e               | -                | -               | 9e                    | 34e                          | 68e                   | -           | -                 | 15e                   | -                              |
| 1994  | 10e             | 16e               | -                | -               | 37e                   | -                            | -                     | 8e          | 22e               | -                     | -                              |
| 1995  | Vainqueur       | -                 | -                | Vainqueur       | 4e                    | 4e                           | 12e                   | -           | -                 | -                     | -                              |
| 1996  | -               | -                 | -                | -               | -                     | 10e                          | 10e                   | 5e          | 9e                | 7e                    | -                              |
| 1997  | 17e             | 80e               | 7e               | Vainqueur       | 2e                    | 19e                          | 26e                   | 28e         | Vainqueur         | 11e                   | Vainqueur                      |
| 1998  | 15e             | -                 | -                | 19e             | 2e                    | 59e                          | -                     | -           | -                 | -                     | -                              |
| 1999  | 114e            | -                 | 28e              | -               | -                     | -                            | -                     | -           | -                 | -                     | -                              |
| 2000  | 11e             | -                 | -                | 3e              | 10e                   | -                            | -                     | -           | -                 | -                     | -                              |
| 2001  | -               | -                 | -                | -               | -                     | Vainqueur                    | -                     | -           | -                 | -                     | -                              |
| 2002  | -               | -                 | -                | -               | -                     | Vainqueur                    | 91e                   | -           | -                 | 130e                  | -                              |

### Courses par étapes
Le tableau suivant présente les résultats de Laurent Jalabert lors des principales courses à étapes d'une semaine.
| Année | Paris- Nice | Tirreno- Adriatico | Tour de Catalogne | Tour du Pays basque | Tour de Romandie | Critérium du Dauphiné | Tour de Suisse |
| ----- | ----------- | ------------------ | ----------------- | ------------------- | ---------------- | --------------------- | -------------- |
| 1990  | 11e         | -                  | -                 | -                   | -                | -                     | -              |
| 1991  | 2e          | -                  | -                 | -                   | -                | 58e                   | -              |
| 1992  | -           | -                  | -                 | -                   | -                | -                     | -              |
| 1993  | -           | -                  | -                 | -                   | -                | -                     | -              |
| 1994  | 40e         | -                  | -                 | 7e                  | -                | -                     | -              |
| 1995  | Vainqueur   | -                  | Vainqueur         | 2e                  | -                | -                     | -              |
| 1996  | Vainqueur   | -                  | -                 | 13e                 | -                | -                     | -              |
| 1997  | Vainqueur   | -                  | -                 | 2e                  | -                | -                     | -              |
| 1998  | 2e          | -                  | -                 | 2e                  | -                | -                     | 22e            |
| 1999  | -           | 4e                 | -                 | Vainqueur           | Vainqueur        | -                     | 2e             |
| 2000  | -           | 4e                 | -                 | 3e                  | -                | 12e                   | -              |
| 2001  | -           | -                  | -                 | -                   | -                | -                     | 9e             |
| 2002  | 3e          | -                  | -                 | -                   | -                | 44e                   | -              |

### Résultats sur les trois grands tours

#### Tour de France
11 participations
- 1991 : 71e
- 1992 : 34e,  vainqueur du classement par points, vainqueur de la 6e étape
- 1993 : abandon (17e étape)
- 1994 : non-partant (2e étape)
- 1995 : 4e,  vainqueur du classement par points, vainqueur de la 12e étape,  maillot jaune pendant 2 jours
- 1996 : abandon (10e étape)
- 1997 : 43e
- 1998 : abandon (17e étape)
- 2000 : 54e,  maillot jaune pendant 2 jours
- 2001 : 19e,  vainqueur du classement de la montagne, vainqueur des 4e et 7e étapes,  supercombatif
- 2002 : 42e,  vainqueur du classement de la montagne,  supercombatif

#### Tour d'Italie
2 participations
- 1992 : abandon (13e étape)
- 1999 : 4e,  vainqueur du classement par points, vainqueur des 4e, 9e (contre-la-montre) et 16e étapes,  maillot rose pendant 8 jours

#### Tour d'Espagne
8 participations
- 1990 : 70e
- 1993 : 35e, vainqueur des 2e et 6e étapes
- 1994 : 74e,  vainqueur du classement par points, vainqueur des 1re, 2e, 4e, 11e, 12e, 15e et 20e étapes
- 1995 :  Vainqueur du classement général,  vainqueur du classement par points,  vainqueur du classement de la montagne, vainqueur des 3e, 5e, 8e, 15e et 17e étapes,  maillot amarillo pendant 19 jours
- 1996 : 19e,  vainqueur du classement par points, vainqueur des 3e et 13e étapes,  maillot amarillo pendant 3 jours
- 1997 : 7e,  vainqueur du classement par points, vainqueur des 6e et 20e étapes,  maillot amarillo pendant 1 journée
- 1998 : 5e,  maillot amarillo pendant 1 journée
- 1999 : abandon

### Classements mondiaux
| Année          | 1989 | 1990 | 1991 | 1992 | 1993 | 1994 | 1995 | 1996 | 1997 | 1998 | 1999 | 2000 | 2001 | 2002 |
| Classement UCI |      |      | 16e  | 8e   | 14e  | 16e  | 1er  | 1er  | 1er  | 2e   | 1er  | 8e   | 21e  | 14e  |
| Coupe du monde |      |      | 2e   | 5e   | 15e  |      |      |      | 5e   |      |      |      |      |      |

## Distinctions et hommages

### Distinctions
- Premier au classement mondial (UCI) 1995, 1996, 1997, 1999
- Vélo d'or : 1995
- Vélo d'or français : 1992, 1995, 2002
- Mendrisio d'or : 1995

### Dans la culture populaire
- Le chanteur Monsieur Martino (Jérôme Martin) consacre en 1997 une chanson ragga-ska au coureur Mon Jalabert, reprise en 2007 par le groupe L'Art à Tatouille sur son album Transrural Beat.
- Les Wampas, groupe de punk rock français, ont composé une chanson en l'honneur du coureur intitulée Jalabert. Ceci peut être pris comme une réplique ou un hommage au groupe Ludwig von 88 pour sa chanson dédiée à Louison Bobet.
- Une place de Mazamet, inaugurée à l'occasion de son titre de champion du monde du contre-la-montre, porte le nom de place Laurent-Jalabert[303].
- La Montée Jalabert a été inaugurée à Mende (Lozère), dix ans après sa victoire d'étape du Tour de France 1995, sur la côte de la Croix Neuve vers le Mont Mimat.

## Filmographie
- En 2013 il fait une apparition sous forme de caméo dans le film de Laurent Tuel La Grande Boucle. S'interprétant lui-même, on le voit en compagnie de Bernard Hinault aider le héros, qui a décidé de faire le Tour en solitaire, lors d'un contre-la-montre censé se disputer par équipes.